# Sweet Charity
O espetáculo musical Sweet Charity, de Bob Fosse (1927-1987), o mesmo que assina Chicago, é inspirado no filme Noites de Cabíria (1957), de Federico Fellini e com Giulietta Masina no papel principal.

## Sinopse
Sweet Charity se passa em Nova Iorque, no final dos anos 60 e Charity é uma dançarina de cabaré que sempre acaba se aproximando do homem errado. Depois de algumas desilusões amorosas, pensa em mudar de vida e procura a Associação Cristã de Moços para assistir uma palestra, mas fica presa no elevador ao lado de Oscar Lindquist, que sofre de claustrofobia. Com seu jeito delicado, a dançarina acalma o rapaz, que pede para vê-la novamente. A partir desse momento, sua vida muda de rumo.

## Prêmios
A primeira versão do musical estreou na Broadway, em janeiro de 1966, com mais de 600 apresentações - a produção ganhou um prêmio Tony pela coreografia de Bob Fosse. Três anos depois, o próprio Fosse estreou no cinema, na direção da versão filmada do musical, estrelado por Shirley MacLaine. Em 1986, Sweet Charity voltou à Broadway, com Debbie Allen no papel principal e esta versão ganhou quatro prêmios Tony. A atriz Christina Applegate também viveu Charity nos palcos, com coreografia de Wayne Cilento.

## No Brasil
O espetáculo estreiou no Brasil em 1993 (ficando em temporada até 1994) no Teatro Ginástico no Rio de Janeiro. Direção de remontagem de Gene Foote, com concepção e coreografia original de Bob Fosse. Direção Musical de Newton Cardoso, Direção Vocal de Monique Aragão, e Supervisão de Marília Pera e André Valle. Figurinos de Rosa Magalhães, Cenários de Lídia Kosovski e Ney Madeira, e Iluminação de Samuel Betts. No elenco Marcia Albuquerque (como Charity), Sidney Magal, Totia Meirelles, Sheila Matos, Ruben Gabira, Marianne Ebert, Maria Lucia Priolli, Claudia Provedel, Soraya Bastos, Claudio Figueira, Carlos Leça, José Antonio Carnevalle, Tatyana Paiva, Renata Dutra, Orlando Leal, Candida Ribeiro, Fernando Gillich, Helcio Mattos, Julio Brauer, Luis Carlos Buruca, Mario Dimitri, Minoro Takeuti, Andrea Maciel, Rosana Fachada.
Em 13 de setembro de 2006 estréia outra montagem de Sweet Charity, dirigida por Charles Möeller e Cláudio Botelho, o espetáculo tem Cláudia Raia no papel principal e Marcelo Médici como Oscar Lindquist, o espetáculo tem coreografias originais de Bob Fosse. Na história, a atriz paulista viveu a prostituta ingênua Charity Hope Valentine. Com 27 atores-bailarinos em cena, além de uma orquestra de treze músicos, o espetáculo contou com 2h40 de duração.